# Edward Valentine Blomfield
Edward Valentine Blomfield (14 février 1788 - 9 octobre 1816) est un érudit classique anglais et frère de l'évêque Charles James Blomfield.

## Biographie
Blomfield est né à Bury St Edmunds, le deuxième fils des six enfants de Charles Blomfield (1763–1831), un maître d'école (tout comme le grand-père d'EV Blomfield, James Blomfield), et conseiller municipal en chef de Bury St Edmunds, et sa femme, Hester (1765–1844), fille d'Edward Pawsey, un épicier de Bury.
Edward acquiert une grande réputation pour l'apprentissage et les réalisations générales, étant un bon linguiste et dessinateur moderne, ainsi qu'un brillant érudit  du Caius College, Cambridge, en 1807.
En 1811, il obtient son BA et se classe treizième wrangler. Il obtient cependant des distinctions classiques qui sont alors ouvertes au concours : il est médaillé Browne en 1809 et 1810 (l'année précédente, il est battu par un candidat, mais reçoit un prix de livres du vice-chancelier, le Dr Barnes), prix des membres en 1812, et enfin médaillé classique du premier chancelier .
Son propre collège ayant tous ses membres, il fut élu à un poste de maître de conférence classique à l'Emmanuel College  qu'il conserve jusqu'à sa mort en 1816. Il est mort d'une fièvre contractée lors d'une longue tournée de vacances en Suisse cette année-là. Il réussit, après être tombé malade à Douvres, à rejoindre Cambridge, où il meurt le 3 octobre, et est enterré à l'Emmanuel College Chapel, dans le cloître où se trouve une tablette à sa mémoire, avec une inscription de son frère, Charles James .
En 1813, il se rend en Allemagne et fait la connaissance de quelques-uns des grands érudits de ce pays. A son retour, il publie dans le Museum Criticum (n° ii), un intéressant mémoire sur « L'état actuel de la littérature classique en Allemagne ».

## Travaux
Son travail principal est une traduction de la grammaire grecque de Matthiae, un livre encore sans égal dans sa manière. Il le termine au printemps de 1816, avec l'intention de le compléter d'index et d'annexes, à l'automne. Son frère Charles James l'édite, avec un court essai sur les vertus et l'apprentissage du traducteur. Edouard a lu ce livre au cours d'une tournée en Allemagne, entreprise en 1813, dès que les événements de cette année-là ont ouvert le continent aux voyageurs anglais. Un autre fruit de cette tournée est un article au Museum Criticum sur "L'état de la littérature classique en Allemagne", un sujet qui est alors presque inconnu en Angleterre. Outre quelques autres articles versés au ' Museum ', Blomfield a projeté un lexique grec-anglais pour remplacer les anciens lexiques grec-latin de Scapula et Hedericus, qui donnaient des difficultés inutiles aux étudiants et n'étaient ni complets ni exacts. Il publie un exemplaire de son Lexique, qui est bien accueilli, et ses plans semblent avoir été rationnels et prometteurs .